# 尤繼先
尤继先，明朝将领，陕西榆林卫（今陕西省榆林市）人。
万历年间，初任大同副总兵，后为总兵官，先后镇守固原、辽东、蓟州。习兵敢战，因为瞎一只眼，时称“独目将军”。在边颇有斩获。曾经大败火落赤，生擒拜巴尔的。因被弹劾不追击敌寇而罢官归家，最后在家中去世。